# Yokkaichi
Yokkaichi (四日市市?, Yokkaichi-shi) è una città a statuto speciale giapponese della prefettura di Mie.
Nel suo ospedale venne ricoverato il 5 ottobre 2014, durante il Gran Premio del Giappone, il pilota francese Jules Bianchi.

## Clima
| Yokkaichi (1991-2020) Fonte: JMA | Mesi        | Mesi        | Mesi        | Mesi        | Mesi        | Mesi        | Mesi        | Mesi        | Mesi        | Mesi        | Mesi        | Mesi        | Stagioni | Stagioni | Stagioni | Stagioni | Anno    |
| Yokkaichi (1991-2020) Fonte: JMA | Gen         | Feb         | Mar         | Apr         | Mag         | Giu         | Lug         | Ago         | Set         | Ott         | Nov         | Dic         | Inv      | Pri      | Est      | Aut      | Anno    |
| -------------------------------- | ----------- | ----------- | ----------- | ----------- | ----------- | ----------- | ----------- | ----------- | ----------- | ----------- | ----------- | ----------- | -------- | -------- | -------- | -------- | ------- |
| T. max. media (°C)               | 9,0         | 10,0        | 13,3        | 18,7        | 23,2        | 26,1        | 29,9        | 31,4        | 27,7        | 22,4        | 17,0        | 11,5        | 10,2     | 18,4     | 29,1     | 22,4     | 20,0    |
| T. media (°C)                    | 4,3         | 4,9         | 8,1         | 13,3        | 18,0        | 21,7        | 25,6        | 26,8        | 23,2        | 17,5        | 11,8        | 6,6         | 5,3      | 13,1     | 24,7     | 17,5     | 15,2    |
| T. min. media (°C)               | −0,1        | 0,0         | 2,9         | 7,9         | 13,0        | 17,8        | 22,2        | 23,2        | 19,4        | 13,0        | 7,1         | 2,0         | 0,6      | 7,9      | 21,1     | 13,2     | 10,7    |
| T. max. assoluta (°C)            | 19,9 (1969) | 22,2 (2021) | 24,5 (2018) | 29,5 (2005) | 33,1 (2015) | 35,4 (2005) | 37,9 (1994) | 38,8 (1994) | 36,9 (2010) | 31,5 (2013) | 24,8 (1977) | 21,9 (2015) | 22,2     | 33,1     | 38,8     | 36,9     | 38,8    |
| T. min. assoluta (°C)            | −6,0 (1967) | −6,3 (2012) | −4,6 (1977) | −1,1 (1987) | 3,8 (1991)  | 9,8 (2016)  | 13,7 (1966) | 15,8 (2009) | 9,7 (1981)  | 2,2 (1983)  | −1,0 (2013) | −5,6 (1995) | −6,3     | −4,6     | 9,8      | −1,0     | −6,3    |
| Giorni di calura (Tmax ≥ 30 °C)  | 0,0         | 0,0         | 0,0         | 0,0         | 0,5         | 2,9         | 16,5        | 23,1        | 7,3         | 0,0         | 0,0         | 0,0         | 0,0      | 0,5      | 42,5     | 7,3      | 50,3    |
| Giorni di gelo (Tmin ≤ 0 °C)     | 17,1        | 15,9        | 6,5         | 0,6         | 0,0         | 0,0         | 0,0         | 0,0         | 0,0         | 0,0         | 0,3         | 7,7         | 40,7     | 7,1      | 0,0      | 0,3      | 48,1    |
| Giorni di ghiaccio (Tmax ≤ 0 °C) | 0,1         | 0,0         | 0,0         | 0,0         | 0,0         | 0,0         | 0,0         | 0,0         | 0,0         | 0,0         | 0,0         | 0,0         | 0,1      | 0,0      | 0,0      | 0,0      | 0,1     |
| Precipitazioni (mm)              | 55,5        | 67,2        | 117,8       | 153,7       | 189,3       | 249,0       | 208,0       | 158,8       | 286,9       | 182,9       | 79,7        | 58,5        | 181,2    | 460,8    | 615,8    | 549,5    | 1 807,3 |
| Giorni di pioggia                | 5,9         | 7,2         | 9,2         | 9,2         | 9,9         | 12,3        | 11,7        | 8,9         | 11,5        | 9,4         | 6,1         | 6,4         | 19,5     | 28,3     | 32,9     | 27,0     | 107,7   |
| Giorni di nebbia                 | 1,9         | 2,2         | 2,6         | 2,3         | 3,5         | 3,7         | 3,5         | 1,6         | 1,7         | 2,5         | 2,3         | 2,0         | 6,1      | 8,4      | 8,8      | 6,5      | 29,8    |
| Umidità relativa media (%)       | 68          | 67          | 65          | 67          | 73          | 79          | 83          | 79          | 80          | 75          | 74          | 71          | 68,7     | 68,3     | 80,3     | 76,3     | 73,4    |
| Ore di soleggiamento mensili     | 152,2       | 149,5       | 181,7       | 189,8       | 194,2       | 147,9       | 162,4       | 196,2       | 151,8       | 153,9       | 156,8       | 151,6       | 453,3    | 565,7    | 506,5    | 462,5    | 1 988,0 |
| Pressione a 0 metri s.l.m. (hPa) | 1 011,6     | 1 011,5     | 1 010,0     | 1 008,0     | 1 005,6     | 1 002,4     | 1 002,4     | 1 003,4     | 1 006,0     | 1 010,0     | 1 012,7     | 1 012,6     | 1 011,9  | 1 007,9  | 1 002,7  | 1 009,6  | 1 008,0 |
| Tensione di vapore (hPa)         | 5,7         | 5,8         | 7,2         | 10,5        | 15,0        | 20,6        | 26,8        | 27,8        | 22,6        | 15,3        | 10,2        | 7,0         | 6,2      | 10,9     | 25,1     | 16,0     | 14,5    |
| Vento (direzione-m/s)            | NW 2,1      | NW 2,2      | NNW 2,4     | NNW 2,2     | SE 2,0      | SE 1,7      | SE 1,7      | SE 1,9      | NNW 1,8     | NW 1,7      | NW 1,6      | NW 1,9      | 2,1      | 2,2      | 1,8      | 1,7      | 1,9     |